# Gustav Heine (Architekt, 1802)
Gustav Heine (* 8. Mai 1802 in Dresden; † 8. Januar 1880 ebenda) war ein deutscher Architekt des Klassizismus und Hochschulprofessor an der Kunstakademie in Dresden. In der Deutschen Revolution von 1848 war er als Begleiter von Gottfried Semper in der Akademischen Legion aktiv.

## Leben und Werk

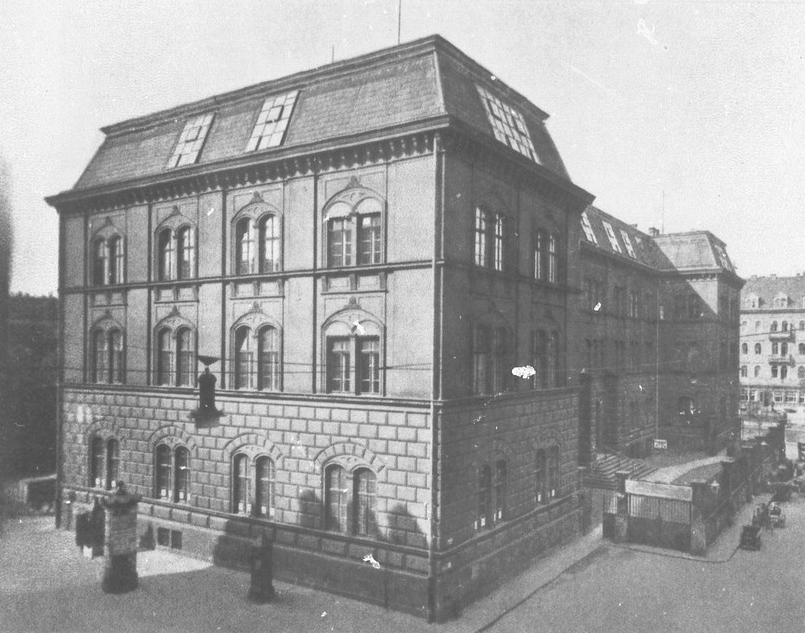
Technische Bildungsanstalt am Antonsplatz (1846–1873)

Gustav Heine studierte ab 1816 Architektur an der Bauschule der Akademie der bildenden Künste Dresden. Nach seinem Studienabschluss nahm er hier 1825 die Stelle eines Hilfslehrers an und bekleidete von 1827 bis 1832 die eines Zeichenmeisters. Von 1832 bis 1869 lehrte er an der dortigen Akademie als Professor für Bauwissenschaften und Baukunst unter der Leitung von Gottfried Semper (1803–1879). Schüler von Heine war hier unter anderem Christian Friedrich Arnold, der später mit Heine zusammen im Atelier für Baukunst der Dresdner Akademie unterrichtete. Heine war ab 1828 zudem nebenamtlich Professor für Architekturzeichnen und Baukunde an der Dresdner Technischen Bildungsanstalt, der späteren Polytechnischen Hochschule und heutigen Technischen Universität Dresden.
Heine publizierte wiederholt im Bereich der Baukunde und des Baurechts. In der Bauwissenschaft bezog er sich vor allem auf technische Fragen in der Architektur. In seinen ästhetischen Anschauungen richtete er sich dagegen vor allem nach den derzeit dominierenden Standpunkten Sempers und Johannes Schillings, der dessen Bauten mit seinen bildhauerischen Arbeiten jeweils vervollständigte. Heine vertrat dabei eine antikisierende Haltung, in der er die Antike und die Hochgotik der Renaissance und die Griechische Kunst der römischen vorzog.
Nach Plänen Heines entstand zwischen 1844/46 der Bau der neuen Technischen Bildungsanstalt, der späteren Polytechnischen Hochschule Dresden am Antonsplatz. Der Architekt Ernst Hermann Arndt (1807–1889) beteiligte sich an den Entwürfen und Gottfried Semper fertigte ein Gutachten für den Neubau an, in dem er auch grundlegende Gedanken über die Probleme der Baukunst zusammenfasste.
Im Verlauf der 1848er Revolution schloss sich Heine der sogenannte Akademische Legion an, die sich durch die Akademie-Professoren gebildet und als eine freiwillige Abteilung der Kommunalgarde unterstellt hatte. Er wurde dort als Hauptmann des Korps eingesetzt und beteiligte sich an der Seite zahlreicher Akademie-Kollegen an den Häuser- und Straßenkämpfen während des Dresdner Maienaufstandes. Semper war innerhalb des Freikorps der Scharfschützen einer der einflussreichsten Aktivisten und zudem im Führungsausschuss dieser Akademischen Legion gewesen. Nach den gescheiterten Aufständen vom 9. Mai 1849, die Semper zur Flucht aus Dresden zwangen, konnte Heine wieder als Professor an die Akademie zurückkehren, nachdem er sich der neuen provisorischen Regierung verpflichtet hatte. Seither stand Heine an der Seite von Sempers Nachfolger Hermann Nicolai (1811–1881), der als neuer Leiter des akademischen Bauateliers die sogenannte Semper-Nicolai-Schule etablierte.
1850 wurde Heine zum Mitglied des akademischen Rates gewählt und etablierte sich später als einflussreiches Mitglied der Städtischen Baupolizeideputation. Heine war zudem bis zu seinem Lebensende im Sächsischen Künstler-Unterstützungsverein aktiv.
1875 wurde ihm von König Albert von Sachsen das Ritterkreuz des Sächsischen Verdienstordens verliehen.

## Familie
Gustav Heine war der Sohn von Johann August Heine, der ebenfalls als Architekt in Dresden bekannt war, und dessen Frau Charlotte Heine, geb. Chatillon (1778–1852). Sein Bruder war der Dresdner Theologe und Domherr Emil Heine (1806–1873). Zusammen mit Ida Augusta Heine, geb. Zacharias (um 1816–1841) hatte er die Tochter Marianne Ida Elisabeth, die mit dem Dresdner Mediziner Bernhard Arthur Erdmann (1830–1908) verheiratet war, dem Sohn des Leipziger Universitäts-Rektors Otto Linné Erdmann (1804–1869).

## Publikationen
- Kurzer Unterricht in der bürgerlichen und ländlichen Baukunst, Dresden 1836
- Handbuch der landwirthschaftlichen Baukunde, Dresden/Leipzig 1838
- Darstellung der allgemeinen Baukunde, Dresden 1842
- Das im Königreich Sachsen geltende Baurecht, Dresden/Leipzig 1842
- Anweisung, Feuersbrünste schnell und sicher zu löschen: nebst Beschreibung der zweckmässigsten Lösch- und Rettungs-Geräthschaften und der Lösch- und Hülfsordnung, Quedlinburg/Leipzig 1844